# 二咪唑-1,1'-硫醚
二咪唑-1,1'-硫醚是一种有机化合物，化学式为C6H6N4S。它可由1-三甲基硅基咪唑和二氯化硫反应制得。它和苯硫基三甲基硅基硫二亚胺反应，可以得到二(苯硫基)硫二亚胺。